# Равуни, Франциск
Франциск Равуни (малаг. Francisque Ravony; 2 декабря 1942, Вухипено, регион Ватовави-Фитовинани — 15 февраля 2003, Соавинандриана, регион Итаси) — малагасийский юрист и политический деятель, премьер-министр Мадагаскара с 9 августа 1993 по 30 октября 1995 года.

## Биография
9 августа 1993 года Франциск Равуни был избран премьер-министром Мадагаскара через голосование Национального Собрания. Он получил 55 голосов, а Роже Ралисон и Манандафи Ракотонирина соответственно 46 и 32 голоса. В тот же день он вступил в должность и занимал этот пост до 30 октября 1995 года при президенте Альберте Зафи.